# Sportverein 1916 Sandhausen 2014-2015
Questa voce raccoglie le informazioni riguardanti lo  Sportverein 1916 Sandhausen   nelle competizioni ufficiali della stagione calcistica 2014-2015.

## Stagione
Nella stagione 2014-2015 il Sandhausen, allenato da Alois Schwartz, concluse il campionato di 2. Bundesliga al 12º posto. In coppa di Germania il Sandhausen fu eliminato al primo turno dall'Arminia Bielefeld.

## Rosa
| N. |                        | Ruolo | Calciatore       |
| -- | ---------------------- | ----- | ---------------- |
| 1  | Austria (bandiera)     | P     | Marco Knaller    |
| 4  | Germania (bandiera)    | D     | Max Müller       |
| 5  | Germania (bandiera)    | D     | Daniel Schulz    |
| 6  | Germania (bandiera)    | C     | Denis Linsmayer  |
| 7  | Germania (bandiera)    | C     | Marco Thiede     |
| 8  | Germania (bandiera)    | A     | Nicky Adler      |
| 9  | Germania (bandiera)    | A     | Aziz Bouhaddouz  |
| 10 | Germania (bandiera)    | C     | Robert Zillner   |
| 11 | Germania (bandiera)    | D     | Moritz Kuhn      |
| 12 | Stati Uniti (bandiera) | A     | Andrew Wooten    |
| 13 | Austria (bandiera)     | A     | René Gartler     |
| 14 | Germania (bandiera)    | D     | Tim Kister       |
| 15 | Germania (bandiera)    | C     | Alexander Bieler |
| 17 | Germania (bandiera)    | D     | Florian Hübner   |
| 18 | Germania (bandiera)    | C     | Steven Zellner   |

| N. |                     | Ruolo | Calciatore        |
| -- | ------------------- | ----- | ----------------- |
| 19 | Albania (bandiera)  | D     | Leart Paqarada    |
| 20 | Nigeria (bandiera)  | A     | Solomon Okoronkwo |
| 21 | Germania (bandiera) | C     | Manuel Stiefler   |
| 22 | Germania (bandiera) | P     | Michael Hiegl     |
| 23 | Germania (bandiera) | C     | Kevin Kratz       |
| 24 | Spagna (bandiera)   | C     | Nono              |
| 26 | Germania (bandiera) | A     | Ranisav Jovanović |
| 27 | Nigeria (bandiera)  | D     | Seyi Olajengbesi  |
| 29 | Germania (bandiera) | D     | Eric Schaaf       |
| 30 | Germania (bandiera) | D     | Lukas Kübler      |
| 31 | Austria (bandiera)  | C     | Stefan Kulovits   |
| 32 | Germania (bandiera) | D     | Timo Achenbach    |
| 33 | Germania (bandiera) | P     | Manuel Riemann    |
| 34 | Francia (bandiera)  | D     | Marc Pfertzel     |
| 36 | Germania (bandiera) | P     | Dominik Machmeier |

## Organigramma societario
Area tecnica
- Allenatore: Alois Schwartz
- Allenatore in seconda: Gerhard Kleppinger
- Preparatore dei portieri: Daniel Ischdonat
- Preparatori atletici:

## Risultati

### 2. Bundesliga

#### Girone di andata
| Arbitro: | Hartmann |

|                        |           |  |
| Stroh-Engel 36’ (rig.) | Marcatori |  |

| Arbitro: | Osmers |

|             |           |          |
| Mühling 89’ | Marcatori | 77’ Ring |

| Arbitro: | Cortus |

|                      |           |             |
| Nöthe 4’ Sobiech 90’ | Marcatori | 23’ Gartler |

| Arbitro: | Thomsen |

|  |           |                            |
|  | Marcatori | 7’, 79’ Lex 60’ Hinterseer |

| Arbitro: | Kempter |

|            |           |  |
| Wooten 83’ | Marcatori |  |

| Arbitro: | Gerach |

|  |           |            |
|  | Marcatori | 80’ Wooten |

| Arbitro: | Aarnink |

|            |           |  |
| Wooten 90’ | Marcatori |  |

| Arbitro: | Dietz |

|                        |           |                   |
| Kessel 38’ Bakenga 54’ | Marcatori | 90’ (rig.) Wooten |

| Arbitro: | Kampka |

|  |           |                                         |
|  | Marcatori | 51’ Toski 64’ (rig.) Kapllani 88’ Grifo |

| Arbitro: | Schriever |

|                            |           |                 |
| Polter 52’, 80’ Brandy 59’ | Marcatori | 24’ Olajengbesi |

| Arbitro: | Siebert |

|            |           |              |
| Hübner 64’ | Marcatori | 57’ Kortzorg |

| Arbitro: | Bandurski |

|            |           |              |
| Torres 65’ | Marcatori | 73’ Stiefler |

| Arbitro: | Grudzinski |

|                        |           |              |
| Mühling 26’ Wooten 77’ | Marcatori | 16’ Füllkrug |

| Arbitro: | Willenborg |

|                                               |           |  |
| Schnatterer 6’ Leipertz 48’ Niederlechner 62’ | Marcatori |  |

| Sandhausen 30 novembre 2014, ore 13:30 CET 15ª giornata | Sandhausen | 0 – 0 referto | RB Lipsia | Hardtwaldstadion (4 518 spett.)\| Arbitro: \| Rohde \| |
| Arbitro:                                                | Rohde      |               |           |                                                        |

| Arbitro: | Brych |

|              |           |                                    |
| Halloran 23’ | Marcatori | 4’, 77’ Bouhaddouz 67’ Olajengbesi |

| Sandhausen 12 dicembre 2014, ore 18:30 CET 17ª giornata | Sandhausen | 0 – 0 referto | Bochum | Hardtwaldstadion (4 023 spett.)\| Arbitro: \| Weiner \| |
| Arbitro:                                                | Weiner     |               |        |                                                         |

#### Girone di ritorno
| Arbitro: | Jablonski |

|                |           |                                 |
| Bouhaddouz 63’ | Marcatori | 15’ (aut.) Stiefler 86’ Behrens |

| Arbitro: | Thomsen |

|             |           |  |
| Hofmann 73’ | Marcatori |  |

| Sandhausen 7 febbraio 2015, ore 13:00 CET 20ª giornata | Sandhausen | 0 – 0 referto | St. Pauli | Hardtwaldstadion (7 364 spett.)\| Arbitro: \| Schriever \| |
| Arbitro:                                               | Schriever  |               |           |                                                            |

| Arbitro: | Bandurski |

|         |           |                                  |
| Lex 69’ | Marcatori | 11’, 19’ (rig.) Wooten 84’ Adler |

| Fürth 20 febbraio 2015, ore 18:30 CET 22ª giornata | Greuther Fürth | 0 – 0 referto | Sandhausen | Stadion am Laubenweg (9 135 spett.)\| Arbitro: \| Aarnink \| |
| Arbitro:                                           | Aarnink        |               |            |                                                              |

| Arbitro: | Jablonski |

|                                       |           |  |
| Bouhaddouz 65’ Mockenhaupt 83’ (aut.) | Marcatori |  |

| Arbitro: | Petersen |

|                      |           |                                  |
| Kagelmacher 33’, 90’ | Marcatori | 7’ Wooten 47’ Stiefler 52’ Adler |

| Arbitro: | Dietz |

|  |           |             |
|  | Marcatori | 77’ Omladič |

| Arbitro: | Wingenbach |

|                     |           |                |
| Kapllani 80’ (rig.) | Marcatori | 22’ Bouhaddouz |

| Arbitro: | Schriever |

|                   |           |                      |
| Trimmel 6’ (aut.) | Marcatori | 50’ (aut.) Achenbach |

| Arbitro: | Brand |

|  |           |             |
|  | Marcatori | 74’ Mühling |

| Sandhausen 17 aprile 2015, ore 18:30 CEST 29ª giornata | Sandhausen | 0 – 0 referto | Karlsruhe | Hardtwaldstadion (12 136 spett.)\| Arbitro: \| Sippel \| |
| Arbitro:                                               | Sippel     |               |           |                                                          |

| Arbitro: | Petersen |

|                          |           |  |
| Kerk 75’ Burgstaller 90’ | Marcatori |  |

| Arbitro: | Aytekin |

|                              |           |                        |
| Bouhaddouz 70’ Jovanović 79’ | Marcatori | 54’, 74’ Niederlechner |

| Arbitro: | Cortus |

|  |           |                                     |
|  | Marcatori | 36’ Thiede 54’, 59’, 74’ Bouhaddouz |

| Arbitro: | Grudzinski |

|  |           |                       |
|  | Marcatori | 18’ Hoffer 90’ Liendl |

| Bochum 24 maggio 2015, ore 15:30 CEST 34ª giornata | Bochum     | 0 – 0 referto | Sandhausen | Rewirpowerstadion (15 562 spett.)\| Arbitro: \| Willenborg \| |
| Arbitro:                                           | Willenborg |               |            |                                                               |

### Coppa di Germania
| Arbitro: | Dietz |

|                                           |           |            |
| Schuppan 42’ Klos 57’ Dick 60’ Müller 64’ | Marcatori | 76’ Kübler |

## Statistiche

### Statistiche di squadra
| Competizione      | Punti | In casa | In casa | In casa | In casa | In casa | In casa | In trasferta | In trasferta | In trasferta | In trasferta | In trasferta | In trasferta | Totale | Totale | Totale | Totale | Totale | Totale | DR |
| Competizione      | Punti | G       | V       | N       | P       | Gf      | Gs      | G            | V            | N            | P            | Gf           | Gs           | G      | V      | N      | P      | Gf     | Gs     | DR |
| ----------------- | ----- | ------- | ------- | ------- | ------- | ------- | ------- | ------------ | ------------ | ------------ | ------------ | ------------ | ------------ | ------ | ------ | ------ | ------ | ------ | ------ | -- |
| 2. Bundesliga     | 42    | 17      | 4       | 8       | 5       | 12      | 17      | 17           | 6            | 4            | 7            | 20           | 20           | 34     | 10     | 12     | 12     | 32     | 37     | -5 |
| Coppa di Germania | -     | 0       | 0       | 0       | 0       | 0       | 0       | 1            | 0            | 0            | 1            | 1            | 4            | 1      | 0      | 0      | 1      | 1      | 4      | -3 |
| Totale            | -     | 17      | 4       | 8       | 5       | 12      | 17      | 18           | 6            | 4            | 8            | 21           | 24           | 35     | 10     | 12     | 13     | 33     | 41     | -8 |

### Andamento in campionato
| Giornata  | 1  | 2  | 3  | 4  | 5  | 6  | 7  | 8  | 9  | 10 | 11 | 12 | 13 | 14 | 15 | 16 | 17 | 18 | 19 | 20 | 21 | 22 | 23 | 24 | 25 | 26 | 27 | 28 | 29 | 30 | 31 | 32 | 33 | 34 |
| --------- | -- | -- | -- | -- | -- | -- | -- | -- | -- | -- | -- | -- | -- | -- | -- | -- | -- | -- | -- | -- | -- | -- | -- | -- | -- | -- | -- | -- | -- | -- | -- | -- | -- | -- |
| Luogo     | T  | C  | T  | C  | C  | T  | C  | T  | C  | T  | C  | T  | C  | T  | C  | T  | C  | C  | T  | C  | T  | T  | C  | T  | C  | T  | C  | T  | C  | T  | C  | T  | C  | T  |
| Risultato | P  | N  | P  | P  | V  | V  | V  | P  | P  | P  | N  | N  | V  | P  | N  | V  | N  | P  | P  | N  | V  | N  | V  | V  | P  | N  | N  | V  | N  | P  | N  | V  | P  | N  |
| Posizione | 18 | 18 | 18 | 18 | 17 | 14 | 11 | 14 | 16 | 18 | 18 | 17 | 16 | 16 | 15 | 14 | 14 | 14 | 15 | 14 | 14 | 14 | 14 | 14 | 14 | 14 | 13 | 13 | 13 | 13 | 13 | 12 | 12 | 12 |

Legenda:

Luogo: C = Casa; T = Trasferta. Risultato: V = Vittoria; N = Pareggio; P = Sconfitta.

### Statistiche dei giocatori
| Giocatore      | 2. Bundesliga | 2. Bundesliga | 2. Bundesliga | 2. Bundesliga | Coppa di Germania | Coppa di Germania | Coppa di Germania | Coppa di Germania | Totale   | Totale | Totale      | Totale     |
| Giocatore      | Presenze      | Reti          | Ammonizioni   | Espulsioni    | Presenze          | Reti              | Ammonizioni       | Espulsioni        | Presenze | Reti   | Ammonizioni | Espulsioni |
| -------------- | ------------- | ------------- | ------------- | ------------- | ----------------- | ----------------- | ----------------- | ----------------- | -------- | ------ | ----------- | ---------- |
| M. Hiegl       | -             | -             | -             | -             | -                 | -                 | -                 | -                 | -        | -      | -           | -          |
| M. Knaller     | 5             | 0             | 0             | 0             | -                 | -                 | -                 | -                 | 5        | 0      | 0           | 0          |
| D. Machmeier   | -             | -             | -             | -             | -                 | -                 | -                 | -                 | -        | -      | -           | -          |
| M. Riemann     | 29            | 0             | 2             | 0             | 1                 | 0                 | 0                 | 0                 | 30       | 0      | 2           | 0          |
| T. Achenbach   | 22            | 0             | 4             | 1             | 1                 | 0                 | 0                 | 0                 | 23       | 0      | 4           | 1          |
| F. Hübner      | 22            | 1             | 5             | 0             | -                 | -                 | -                 | -                 | 22       | 1      | 5           | 0          |
| T. Kister      | 14            | 0             | 5             | 0             | 1                 | 0                 | 0                 | 0                 | 15       | 0      | 5           | 0          |
| L. Kübler      | 32            | 0             | 4             | 1             | 1                 | 1                 | 0                 | 0                 | 33       | 1      | 4           | 1          |
| M. Müller      | -             | -             | -             | -             | -                 | -                 | -                 | -                 | -        | -      | -           | -          |
| S. Olajengbesi | 27            | 2             | 5             | 0             | 1                 | 0                 | 1                 | 0                 | 28       | 2      | 6           | 0          |
| L. Paqarada    | 14            | 0             | 5             | 0             | 1                 | 0                 | 0                 | 0                 | 15       | 0      | 5           | 0          |
| M. Pfertzel    | 8             | 0             | 0             | 0             | 1                 | 0                 | 0                 | 0                 | 9        | 0      | 0           | 0          |
| D. Schulz      | 12            | 0             | 1             | 0             | -                 | -                 | -                 | -                 | 12       | 0      | 1           | 0          |
| K. Kratz       | 15            | 0             | 4             | 0             | -                 | -                 | -                 | -                 | 15       | 0      | 4           | 0          |
| M. Kuhn        | 9             | 0             | 0             | 0             | -                 | -                 | -                 | -                 | 9        | 0      | 0           | 0          |
| S. Kulovits    | 28            | 0             | 12            | 0             | 1                 | 0                 | 1                 | 0                 | 29       | 0      | 13          | 0          |
| D. Linsmayer   | 33            | 0             | 8             | 0             | 1                 | 0                 | 0                 | 0                 | 34       | 0      | 8           | 0          |
| A. Mühling     | 27            | 3             | 0             | 0             | 1                 | 0                 | 0                 | 0                 | 28       | 3      | 0           | 0          |
| Nono           | -             | -             | -             | -             | -                 | -                 | -                 | -                 | -        | -      | -           | -          |
| M. Stiefler    | 23            | 2             | 4             | 0             | 1                 | 0                 | 0                 | 0                 | 24       | 2      | 4           | 0          |
| M. Thiede      | 18            | 1             | 1             | 0             | 1                 | 0                 | 0                 | 0                 | 19       | 1      | 1           | 0          |
| S. Zellner     | 9             | 0             | 1             | 0             | -                 | -                 | -                 | -                 | 9        | 0      | 1           | 0          |
| R. Zillner     | 3             | 0             | 1             | 0             | -                 | -                 | -                 | -                 | 3        | 0      | 1           | 0          |
| N. Adler       | 17            | 2             | 2             | 0             | -                 | -                 | -                 | -                 | 17       | 2      | 2           | 0          |
| A. Bouhaddouz  | 28            | 9             | 4             | 0             | 1                 | 0                 | 1                 | 0                 | 29       | 9      | 5           | 0          |
| R. Gartler     | 16            | 1             | 4             | 0             | 1                 | 0                 | 0                 | 0                 | 17       | 1      | 4           | 0          |
| R. Jovanović   | 9             | 1             | 2             | 0             | -                 | -                 | -                 | -                 | 9        | 1      | 2           | 0          |
| S. Okoronkwo   | 12            | 0             | 1             | 0             | -                 | -                 | -                 | -                 | 12       | 0      | 1           | 0          |
| A. Wooten      | 31            | 8             | 1             | 0             | -                 | -                 | -                 | -                 | 31       | 8      | 1           | 0          |
| M. Knoll       | 1             | 0             | 0             | 0             | -                 | -                 | -                 | -                 | 1        | 0      | 0           | 0          |
| S. Tüting      | 7             | 0             | 0             | 0             | -                 | -                 | -                 | -                 | 7        | 0      | 0           | 0          |